# 239 (число)
Вижте пояснителната страница за други значения на 239.
239 (двеста тридесет и девет) е просто, естествено, цяло число, следващо 238 и предхождащо 240.
Двеста тридесет и девет с арабски цифри се записва „239“, а с римски цифри – „CCXXXIX“. 239 е на 52-ро място в реда на простите числа (след 233 и преди 241). Числото 239 е съставено от три цифри от позиционните бройни системи – 2 (две), 3 (три), 9 (девет).

## Общи сведения
- 239 е нечетно число.
- 239-ият ден от невисокосна година е 27 август.
- 239 е година от Новата ера.